# Список игр серии The Elder Scrolls

The Elder Scrolls (с англ. — «Древние свитки») — серия компьютерных игр в жанре action/RPG с открытым миром. Разработчиком основных игр серии является американская компания Bethesda Game Studios, а издателем — Bethesda Softworks. Действие The Elder Scrolls происходит в вымышленном мире под названием Нирн, на континенте Тамриэль. Первая часть, Arena, вышла в 1994 году. Сначала она задумывалась как симулятор гладиаторских боёв, но в процессе разработки было принято решение сделать ролевую игру. Так, все последующие игры серии стали разрабатываться в жанре action/RPG. Несмотря на наличие багов и достаточно высокие системные требования, игра стала очень популярной и получила высокие оценки критиков. Так, обозреватель сайта Gamasutra назвал Arena «инновационной», устанавливающей «новые стандарты для RPG».
Вторая часть, Daggerfall, была выпущена в 1996 году. Daggerfall стала одной из первых компьютерных игр с большим, полностью трёхмерным миром, размер которого сопоставим с площадью Великобритании. Как и предыдущая игра серии, Daggerfall получила положительные отзывы критиков: была отмечена «отличная» графика, улучшившаяся по сравнению с Arena, игровой процесс и обилие квестов; в обзоре Сomputer Games Magazine Daggerfall была названа «лучшей RPG года».
В вышедшей в 2002 году Morrowind разработчики вернулись к старой системе развития персонажа: для повышения навыка требуется выполнять действия, связанные с ним, например, для улучшения навыка владения оружием необходимо атаковать этим оружием врагов, а для улучшения навыка алхимии — создавать зелья; помимо этого, прочтение специальных книг и обучение у некоторых персонажей также может повышать соответствующее умение. Помимо этого, в игре присутствует нелинейный сюжет. Мир в Morrowind создавался полностью вручную, в отличие от Daggerfall, где все ландшафты и объекты были сгенерированы специальной программой. В результате внутриигровое пространство Morrowind уступает по размерам не только предшественницам, но и всем последующим играм серии. К середине 2005 года по всему миру было продано более 4 млн копий игры, а оценки Morrowind критиков до сих пор остаются одними из самых высоких среди игр серии. В 2002—2003 годах для Morrowind было выпущено два дополнения: Tribunal и Bloodmoon. Для версии на персональные компьютеры компания Bethesda Softworks разработала и выпустила восемь плагинов, распространяемых отдельно от игры: Entertainers, Bitter Coast Sounds, Area Effect Arrows, Helm of Tohan, Master Index, LeFemm Armor, Adamantium Armor и Siege at Firemoth. Плагины играют роль мини-дополнений, привнося в игру незначительные изменения в виде добавления нового контента, наподобие квестов или игровых локаций.
Разработка Oblivion началась в 2002 году. Особенностью игры стал усовершенствованный искусственный интеллект, который мог динамически взаимодействовать с окружающим миром. После своего выхода в 2006 году Oblivion имел коммерческий успех с 4,16 млн проданных копий по всему миру (на май 2014 года), а также был высоко оценен критиками. Рейтинг для PC-версии на Metacritic, вычисленный на основании пятидесяти четырёх рецензий от авторитетных специализированных изданий, составляет 94 %. Впоследствии для игры вышли дополнения Knights of the Nine и Shivering Isles. Для The Elder Scrolls IV: Oblivion также вышло восемь официальных плагинов, добавляющих несколько новых предметов и квестов: Spell Tomes, The Vile Lair, Mehrunes' Razor, The Thieves Den, Wizard’s Tower, Orrery, Horse Armor Pack и Fighter’s Stronghold. Все они, за исключением Fighter’s Stronghold, вошли в аддон The Knights of The Nine для всех платформ.
Skyrim, выпущенный в ноябре 2011 года, также получил широкое признание критиков. Skyrim не является прямым сиквелом Oblivion: действие Skyrim происходит в тамриэльской провинции Скайрим спустя 200 лет после событий предыдущей части. Skyrim также сопутствовал коммерческий успех: на 2014 год число проданных во всем мире копий игры превысило 20 миллионов. Для Skyrim вышло три дополнения: Dawnguard, Hearthfire и Dragonborn. 3 мая 2012 года была анонсирована первая массовая многопользовательская онлайн-игра в серии — The Elder Scrolls Online, разработанная ZeniMax Online Studios. В игре представлена бо́льшая часть континента Тамриэль, в том числе провинции из предыдущих частей. The Elder Scrolls Online находился в разработке в течение семи лет; релиз игры состоялся 4 апреля 2014 года.
Наряду с основными играми серии было создано также несколько спин-оффов, в частности, мини-серия The Elder Scrolls Travels для мобильных телефонов, а также An Elder Scrolls Legend: Battlespire и The Elder Scrolls Adventures: Redguard для MS-DOS.

## Основная серия
| Название                                  | Даты выхода | Издатель                                                                                           | Прим.         |
| ----------------------------------------- | --- | -------------------------------------------------------------------------------------------------- | ------------- |
| The Elder Scrolls: Arena                  | - 5 апреля 1994 года — DOS | Bethesda Softworks                                                                                 | [ 21 ]        |
| The Elder Scrolls II: Daggerfall          | - 31 августа 1996 года — DOS | Bethesda Softworks                                                                                 | [ 22 ]        |
| The Elder Scrolls III: Morrowind          | - 2 мая 2002 года — Windows - 6 июня 2002 года — Xbox | Bethesda Softworks Ubisoft (Европа)                                                                | [ 23 ]        |
| The Elder Scrolls IV: Oblivion            | - 2 мая 2006 года — Мобильные телефоны - 20 марта 2006 года — Windows, Xbox 360 - 20 марта 2007 года — PlayStation 3                                                                            | 2K Games (Windows, Xbox 360) Bethesda Softworks (PlayStation 3) Vir2L Studios (Мобильные телефоны) | [ 24 ]        |
| The Elder Scrolls V: Skyrim               | - 11 ноября 2011 года — Windows, PlayStation 3, Xbox 360 - 26 октября 2016 года — PlayStation 4, Xbox One - 17 ноября 2017 года — Switch - 11 ноября 2021 года — PlayStation 5, Xbox Series X/S | Bethesda Softworks                                                                                 | [ 25 ] [ 26 ] |
| The Elder Scrolls IV: Oblivion Remastered | - 22 апреля 2025 года — Windows, Xbox Series X/S, PlayStation 5 | Bethesda Softworks                                                                                 | [ 27 ]        |
| The Elder Scrolls VI                      | TBA | Bethesda Softworks                                                                                 |               |

## Спин-оффы
| Название                               | Дата выхода | Издатель                   | Прим.         |
| -------------------------------------- | --- | -------------------------- | ------------- |
| An Elder Scrolls Legend: Battlespire   | - 30 ноября 1997 года — DOS | Bethesda Softworks         | [ 28 ]        |
| The Elder Scrolls Adventures: Redguard | - 31 октября 1998 года — DOS | Bethesda Softworks         | [ 29 ]        |
| The Elder Scrolls Travels: Stormhold   | - 1 августа 2003 года — Мобильные телефоны                                                                                              | Bethesda Softworks         | [ 30 ]        |
| The Elder Scrolls Travels: Dawnstar    | - 2004 год — Мобильные телефоны | Bethesda Softworks         | [ 31 ]        |
| The Elder Scrolls Travels: Shadowkey   | - 11 ноября 2004 года — Мобильные телефоны                                                                                              | Vir2L Studios TKO Software | [ 32 ]        |
| The Elder Scrolls IV: Oblivion Mobile  | - 2006 год — Мобильные телефоны | Vir2L Studios              |               |
| The Elder Scrolls Online               | - 4 апреля 2014 года — Windows, macOS - 9 июня 2015 года — PlayStation 4, Xbox One - 15 июня 2021 года — PlayStation 5, Xbox Series X/S | Bethesda Softworks         | [ 20 ] [ 33 ] |
| The Elder Scrolls: Legends             | - 9 марта 2017 года — Windows - 31 мая 2017 года — macOS - 27 июля 2017 года — iOS, Android                                             | Bethesda Softworks         | [ 34 ]        |
| The Elder Scrolls: Blades              | - 12 мая 2020 года — iOS, Android - 14 мая 2020 года — Switch                                                                           | Bethesda Softworks         | [ 35 ]        |

## Официальные дополнения
| Название игры                    | Название дополнения | Дата выхода | Прим.         |
| -------------------------------- | ------------------- | --- | ------------- |
| The Elder Scrolls III: Morrowind | Tribunal            | - 8 ноября 2002 года — Windows | [ 36 ]        |
| The Elder Scrolls III: Morrowind | Bloodmoon           | - 4 июня 2003 года — Windows | [ 37 ]        |
| The Elder Scrolls IV: Oblivion   | Knights of the Nine | - 21 ноября 2006 года — Windows, Xbox 360, PlayStation 3 | [ 39 ]        |
| The Elder Scrolls IV: Oblivion   | Shivering Isles     | - 26 марта 2007 года — Windows, Xbox 360 - 8 декабря 2007 года — PlayStation 3                                                                                          | [ 40 ]        |
| The Elder Scrolls V: Skyrim      | Dawnguard           | - 26 июня 2012 года — Xbox 360 - 2 августа 2012 года — Windows - 26 февраля 2013 года — PlayStation 3                                                                   | [ 41 ]        |
| The Elder Scrolls V: Skyrim      | Hearthfire          | - 4 сентября 2012 года — Xbox 360 - 5 октября 2012 года — Windows - 19 февраля 2013 года — PlayStation 3                                                                | [ 42 ]        |
| The Elder Scrolls V: Skyrim      | Dragonborn          | - 4 декабря 2012 года — Xbox 360 - 5 февраля 2013 года — Windows - 12 февраля 2013 года — PlayStation 3                                                                 | [ 43 ]        |
| The Elder Scrolls: Online        | Imperial City       | - 31 августа 2015 года — Windows, macOS - 15 сентября 2015 года — Xbox One - 16 сентября 2015 года — PlayStation 4 - 15 июня 2021 года — PlayStation 5, Xbox Series X/S | [ 44 ]        |
| The Elder Scrolls: Online        | Orsinium            | - 2 ноября 2015 года — Windows, macOS - 17 ноября 2015 года — Xbox One - 18 ноября 2015 года — PlayStation 4 - 15 июня 2021 года — PlayStation 5, Xbox Series X/S       | [ 45 ]        |
| The Elder Scrolls: Online        | Thieves Guild       | - 7 марта 2016 года — Windows, macOS - 22 марта 2016 года — Xbox One - 23 марта 2016 года — PlayStation 4 - 15 июня 2021 года — PlayStation 5, Xbox Series X/S          | [ 46 ]        |
| The Elder Scrolls: Online        | Dark Brotherhood    | - 31 мая 2016 года — Windows, macOS - 14 июня 2016 года — PlayStation 4, Xbox One - 15 июня 2021 года — PlayStation 5, Xbox Series X/S                                  | [ 47 ]        |
| The Elder Scrolls: Online        | Shadows of the Hist | - 2 августа 2016 года — Windows, macOS - 14 июня 2016 года — PlayStation 4, Xbox One - 15 июня 2021 года — PlayStation 5, Xbox Series X/S                               | [ 48 ]        |
| The Elder Scrolls: Online        | One Tamriel         | - 5 октября 2016 года — Windows, macOS - 18 октября 2016 года — PlayStation 4, Xbox One - 15 июня 2021 года — PlayStation 5, Xbox Series X/S                            | [ 46 ] [ 46 ] |
| The Elder Scrolls: Online        | Homestead           | - 6 февраля 2017 года — Windows, macOS - 21 февраля 2017 года — PlayStation 4, Xbox One - 15 июня 2021 года — PlayStation 5, Xbox Series X/S                            | [ 49 ]        |
| The Elder Scrolls: Online        | Morrowind           | - 6 июня 2017 года — Windows, macOS, PlayStation 4, Xbox One - 15 июня 2021 года — PlayStation 5, Xbox Series X/S                                                       | [ 50 ]        |
| The Elder Scrolls: Online        | Horns of the Reach  | - 14 августа 2017 года — Windows, macOS - 29 августа 2017 года — PlayStation 4, Xbox One - 15 июня 2021 года — PlayStation 5, Xbox Series X/S                           | [ 51 ]        |
| The Elder Scrolls: Online        | Clockwork City      | - 23 октября 2017 года — Windows, macOS - 7 ноября 2017 года — PlayStation 4, Xbox One - 15 июня 2021 года — PlayStation 5, Xbox Series X/S                             | [ 52 ]        |
| The Elder Scrolls: Online        | Dragon Bones        | - 12 февраля 2018 года — Windows, macOS - 27 февраля 2018 года — PlayStation 4, Xbox One - 15 июня 2021 года — PlayStation 5, Xbox Series X/S                           | [ 53 ]        |
| The Elder Scrolls: Online        | Summerset           | - 5 июня 2018 года — Windows, macOS, PlayStation 4, Xbox One - 15 июня 2021 года — PlayStation 5, Xbox Series X/S                                                       | [ 54 ]        |
| The Elder Scrolls: Online        | Wolfhunter          | - 13 августа 2018 года — Windows, macOS - 28 августа 2018 года — PlayStation 4, Xbox One - 15 июня 2021 года — PlayStation 5, Xbox Series X/S                           | [ 55 ]        |
| The Elder Scrolls: Online        | Murkmire            | - 22 октября 2018 года — Windows, macOS - 6 ноября 2018 года — PlayStation 4, Xbox One - 15 июня 2021 года — PlayStation 5, Xbox Series X/S                             | [ 56 ]        |
| The Elder Scrolls: Online        | Wrathstone          | - 25 февраля 2019 года — Windows, macOS - 12 марта 2019 года — PlayStation 4, Xbox One - 15 июня 2021 года — PlayStation 5, Xbox Series X/S                             | [ 57 ]        |
| The Elder Scrolls: Online        | Elsweyr             | - 4 июня 2019 года — Windows, macOS, PlayStation 4, Xbox One - 15 июня 2021 года — PlayStation 5, Xbox Series X/S                                                       | [ 58 ]        |
| The Elder Scrolls: Online        | Scalebreaker        | - 12 августа 2019 года — Windows, macOS - 27 августа 2019 года — PlayStation 4, Xbox One - 15 июня 2021 года — PlayStation 5, Xbox Series X/S                           | [ 59 ]        |
| The Elder Scrolls: Online        | Dragonhold          | - 22 октября 2019 года — Windows, macOS - 5 ноября 2019 года — PlayStation 4, Xbox One - 15 июня 2021 года — PlayStation 5, Xbox Series X/S                             | [ 60 ]        |
| The Elder Scrolls: Online        | Harrowstorm         | - 25 февраля 2020 года — Windows, macOS - 10 марта 2020 года — PlayStation 4, Xbox One - 15 июня 2021 года — PlayStation 5, Xbox Series X/S                             | [ 61 ]        |
| The Elder Scrolls: Online        | Greymoor            | - 26 мая 2020 года — Windows, macOS - 9 июня 2020 года — PlayStation 4, Xbox One - 15 июня 2021 года — PlayStation 5, Xbox Series X/S                                   | [ 62 ]        |
| The Elder Scrolls: Online        | Stonethorn          | - 24 августа 2020 года — Windows, macOS - 1 сентября 2020 года — PlayStation 4, Xbox One - 15 июня 2021 года — PlayStation 5, Xbox Series X/S                           | [ 63 ]        |
| The Elder Scrolls: Online        | Markarth            | - 2 ноября 2020 года — Windows, macOS, - 10 ноября 2020 года — PlayStation 4, Xbox One - 15 июня 2021 года — PlayStation 5, Xbox Series X/S                             | [ 64 ]        |
| The Elder Scrolls: Online        | Flames of Ambition  | - 8 марта 2021 года — Windows, macOS - 16 марта 2021 года — PlayStation 4, Xbox One - 15 июня 2021 года — PlayStation 5, Xbox Series X/S                                | [ 65 ] [ 66 ] |
| The Elder Scrolls: Online        | Blackwood           | - 1 июня 2021 года — Windows, macOS - 8 июня 2021 года — PlayStation 4, Xbox One, - 15 июня 2021 года — PlayStation 5, Xbox Series X/S                                  | [ 65 ] [ 33 ] |
| The Elder Scrolls: Online        | Waking Flame        | - 23 августа 2021 года — Windows, macOS - 8 сентября 2021 года — PlayStation 4, PlayStation 5, Xbox One, Xbox Series X/S                                                | [ 67 ]        |
| The Elder Scrolls: Online        | Deadlands           | - 1 ноября 2021 года — Windows, macOS - 16 ноября 2021 года — PlayStation 4, PlayStation 5, Xbox One, Xbox Series X/S                                                   | [ 68 ]        |
| The Elder Scrolls: Online        | Ascending Tide      | - 14 марта 2022 года — Windows, macOS - 29 марта 2022 года — PlayStation 4, PlayStation 5, Xbox One, Xbox Series X/S                                                    | [ 69 ]        |
| The Elder Scrolls: Online        | High Isle           | - 6 июня 2022 года — Windows, macOS - 21 июня 2022 года — PlayStation 4, PlayStation 5, Xbox One, Xbox Series X/S                                                       | [ 70 ]        |
| The Elder Scrolls: Online        | Lost Depths         | - 22 августа 2022 года — Windows, macOS - 6 сентября 2022 года — PlayStation 4, PlayStation 5, Xbox One, Xbox Series X/S                                                | [ 71 ]        |
| The Elder Scrolls: Online        | Firesong            | - 1 ноября 2022 года — Windows, macOS - 15 ноября 2022 года — PlayStation 4, PlayStation 5, Xbox One, Xbox Series X/S                                                   | [ 72 ]        |
| The Elder Scrolls: Online        | Scribes of Fate     | - 13 марта 2023 года — Windows, macOS - 28 марта 2023 года — PlayStation 4, PlayStation 5, Xbox One, Xbox Series X/S                                                    | [ 73 ]        |
| The Elder Scrolls: Online        | Necrom              | - 5 июня 2023 года — Windows, macOS - 20 июня 2023 года — PlayStation 4, PlayStation 5, Xbox One, Xbox Series X/S                                                       | [ 74 ]        |
| The Elder Scrolls: Online        | Scions of Ithelia   | - 11 марта 2024 года — Windows, macOS - 26 марта 2024 года — PlayStation 4, PlayStation 5, Xbox One, Xbox Series X/S                                                    | [ 75 ]        |
| The Elder Scrolls: Online        | Gold Road           | - 3 июня 2024 года — Windows, macOS - 18 июня 2024 года — PlayStation 4, PlayStation 5, Xbox One, Xbox Series X/S                                                       | [ 76 ]        |

### Комментарии
1. ↑  The Elder Scrolls Travels: Shadowkey была разработана студиями Vir2L Studios и TKO Software[32].
2. ↑  Версия The Elder Scrolls IV: Knights of the Nine для Xbox 360 доступна только через Xbox Live Marketplace[38] или вместе с Game of the Year Edition.